# Ретина
Ретина (на латински: retína) е най-вътрешната обвивка на очната ябълка и изгражда дъното на окото. В зародишното развитие се образува от от чифтно издуване на междинния мозък - очно мехурче. Ретината се състои от пигментни епителни клетки, светлочувствителни невроепителни клетки със сетивни израстъци - пръчици и колбички, неврони и техни израстъци, образуващи очния нерв. Тези клетки са подредени и образуват общо десет слоя. Ретината представлява периферната част на зрителния анализатор, където се извършва възприемането и преобразуването на електромагнитното излъчване от видимата част на спектъра в нервни импулси и се осъществява първичната им обработка.